# Saint-Saphorin (Lavaux)
Saint-Saphorin (Lavaux) es una comuna suiza del cantón de Vaud, situada en el distrito de Lavaux-Oron. Limita al norte con la comuna de Puidoux, al este con Chardonne, al sur con Saint-Gingolph (FR-74) y Rivaz, y al oeste con Chexbres.
La comuna se encuentra a orillas del Lago Lemán. Hace parte de Lavaux, el área declarada Patrimonio de la Humanidad por la Unesco en 2007. Además, la comuna hizo parte hasta el 31 de diciembre de 2007 del distrito de Lavaux, círculo de Saint-Saphorin.

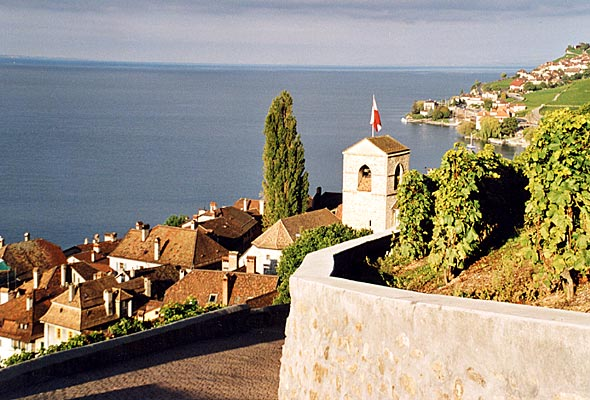
Vista de Saint-Saphorin.

## Transportes
Ferrocarril
Hay una estación de ferrocarril en la comuna donde efectúan parada trenes de cercanías de una línea de la red 'RER Vaud'.